# سدنا ۹۰۳۷۷

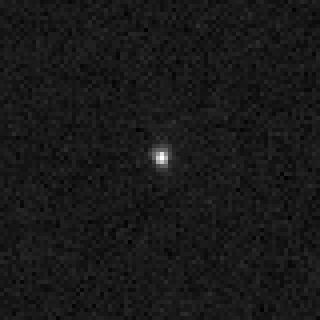
نگارهٔ سدنا که توسط تلسکوپ فضایی هابل گرفته شده‌است.

سیارک ۹۰۳۷۷ یا سِدنا ۹۰۳۷۷ (نماد: ) (به انگلیسی: ۹۰۳۷۷ Sedna، نامگذاری:۲۰۰۳VB۱۲) یک ریزسیارهٔ بزرگ و نود هزار و سیصد و هفتاد و هفتمین سیارک کشف شده و یک جسم فرانپتونی است که در ۱۴ نوامبر ۲۰۰۳ به دست یک گروه از اخترشناسان با نام‌های مایک براون، چاد توریجیلو و دیوید رابینو ویتزو کشف شد. سِدنا مداری غیرعادی دارد که اوج آن بارها دورتر از بیرونی‌ترین مرز کمربند کویپر است. این خُرده‌سیاره از جمله اجرام ابر اورت به‌شمار می‌آید. فاصلهٔ سدنا تا خورشید؛ در دورترین حالت، حدود سی برابر فاصلهٔ نپتون تا خورشید است.

## تاریخچهٔ کشف

مقایسهٔ اندازهٔ سِدنا با زمین و دیگر اجسام شناخته‌شدهٔ فرانپتونی

اواخر سال ۱۳۸۲ ه‍.ش گروهی از  ستاره‌شناسان خبر کشف دورترین جرم منظومهٔ خورشیدی را اعلام کردند. گروه کشف‌کننده نام این جرم را سِدنا و نوع آن را شبه‌سیاره اعلام کردند. حداکثر فاصلهٔ سدنا از خورشید حدود ۹۳۹ واحد نجومی و حداقل فاصلهٔ آن حدود ۷۶ واحد نجومی است. کشیدگی مدار سدنا شگفتی ستاره‌شناسان را برانگیخته‌است. این جرم در هر ۱۰٬۵۰۰ سال تنها یکبار به دور خورشید می‌گردد و در ۲۲ سپتامبر ۲٬۰۷۵ میلادی به کمترین فاصله از خورشید خواهد رسید. اخیراً دو ستاره‌شناس اسپانیایی و آمریکایی به بررسی چندین سناریوی مختلف برای توضیح نحوۀ قرار گرفتن سدنا در مدار بیضی شکل کنونی پرداخته‌اند. بهترین سناریوی ممکن این است که یک ستارهٔ هم‌جرم با خورشید در صد میلیون سال پس از تشکیل منظومهٔ خورشیدی از فاصلهٔ ۸۰۰ واحد نجومی خورشید عبور کرده و در اثر مواجهه سدنا با سیارهٔ نپتون، این جرم تحت تأثیر نپتون، به نواحی دوردست منظومهٔ خورشیدی پرتاب شده و دارای مدار بسیار کشیدهٔ کنونی است. نویسندگان مقالهٔ مزبور تأکید دارند که مدار شبه‌سیارهٔ سِدنا در فاصلهٔ زمانی کمتر از صد میلیون سال پس از تشکیل منظومهٔ خورشیدی به شکل امروزی درآمده‌است، زیرا در صورت عبور یک ستاره از نزدیکی خورشید، در بیشتر از ۱۰۰ میلیون سال پس از تشکیل منظومهٔ خورشیدی، تعداد دنباله‌دارهایی که منشأ آن‌ها ابر اورت (Oort Cloud) است بسیار کمتر از مقداری می‌شد که ستاره‌شناسان هم‌اکنون می‌شناسند.
ابر اورت در سال ۱۹۵۰ میلادی توسط ستاره‌شناسی به نام یان اورت کشف شد و ناحیه‌ای شامل هزاران جرم یخی کوچک در دور دست‌ترین نقاط منظومهٔ خورشیدی که به باور ستاره‌شناسان، منشأ بسیاری از دنباله‌دارهای نزدیک شونده به زمین است. متخصصان دینامیک سیاره‌ای، علت وجود اجرام فراوان در ابر اوورت را عبور یک ستاره از نزدیکی خورشید و آشوب دینامیکی ایجاد شده در اثر آن می‌دانند.
گفتنی است هنوز ستاره‌شناسان به تعریف جامع و قابل قبولی برای سیاره نرسیده‌اند. با این حال، بر اساس تعریفی که گروه کشف‌کنندهٔ سِدنا از سیاره دارد، این جرم را نمی‌توان سیارهٔ منظومهٔ خورشیدی دانست بر اساس تعریف این گروه سیاره جرمی است که به دور خورشید می‌گردد و جرم آن از جرم کلیهٔ اجرامی که در مدار مشابهٔ آن قرار دارند بیشتر است. با این تعریف، حتی پلوتو نیز سیاره به‌شمار نمی‌رود، فاصلهٔ این جرم از خورشید در هنگام کشف، ۹۰ برابر فاصلهٔ زمین از خورشید و سه برابر فاصلهٔ دورترین سیاره پلوتو از خورشید بود.

## مشخصات مداری

مدار سِدنا به رنگ قرمز (در این نگاره مدار پلوتو بنفش و مدار نپتون آبی است)

سِدنا دورترین جرم شناخته شده در منظومهٔ خورشیدی است. در بیشترین حالت، فاصلهٔ سدنا از خورشید حدود ۱۳۰ میلیارد کیلومتر، یعنی ۹۰۰ برابر فاصلهٔ زمین و سی برابر فاصلهٔ سیارهٔ پلوتو از خورشید است. مدار سدنا به دور خورشید، به صورت یک بیضی فوق‌العاده کشیده‌است، به طوری که در حدود هر ۱۱٬۴۰۰ سال یکبار به دور خورشید می‌گردد. مایک براون دانشیار نجوم سیاره‌ای در مؤسسهٔ فناوری کالیفرنیا و سرپرست گروه کشف‌کننده می‌گوید: از روی این جرم، خورشید به صورت یک ستارهٔ کاملاً معمولی و کوچک دیده می‌شود.

## اندازه و رنگ
اندازهٔ سِدنا تقریباً سه چهارم سیارهٔ پلوتو است و پس از مریخ، سرخ‌رنگ‌ترین جرم منظومهٔ خورشیدی است. ستاره‌شناسان قطر سِدنا را بین ۱٬۲۸۰ تا ۱٬۷۶۰ کیلومتر برآورد می‌کنند. سدنا همچنین بزرگ‌ترین جرم یافته شده در منظومهٔ خورشیدی پس از کشف پلوتو در سال ۱۳۰۸ خورشیدی است. این جرم در سردترین ناحیهٔ منظومهٔ خورشیدی قرار گرفته‌است؛ جایی که دمای آن هیچگاه بیشتر از ۲۴۰– درجهٔ سلسیوس نمی‌شود. البته دمای این شبه‌سیاره معمولاً از این هم کمتر است، زیرا در هنگام حرکت در مدار ۱۰٬۵۰۰ سالهٔ خود، فقط مدت کمی را در فاصله‌ای نسبتاً نزدیک به خورشید می‌گذراند.

## قدر ظاهریو موقعیت رصدی
قدر ظاهری سدنا حدود ۲۰٫۵ است. سدنا هم‌اینک در صورت فلکی گاو قرار داشته و پس از سال ۲۰۴۰ میلادی وارد صورت فلکی شکارچی می‌شود. البته با هیچ‌یک از تلسکوپ‌های آماتوری نمی‌توان این جرم کم‌سو را مشاهده کرد. گفتنی است قدر ظاهری یک مقیاس نسبی برای سنجش میزان روشنایی ظاهری اجرام آسمانی است.
شاید در آینده انجمن جهانی اخترشناسی سدنا را یک سیاره کوتوله به‌شمار آورد. هم‌اکنون سدنا یک نمایندهٔ افزوده شدن به گروه سیاره‌های کوتوله است.